# Любомирский, Станислав (воевода краковский)

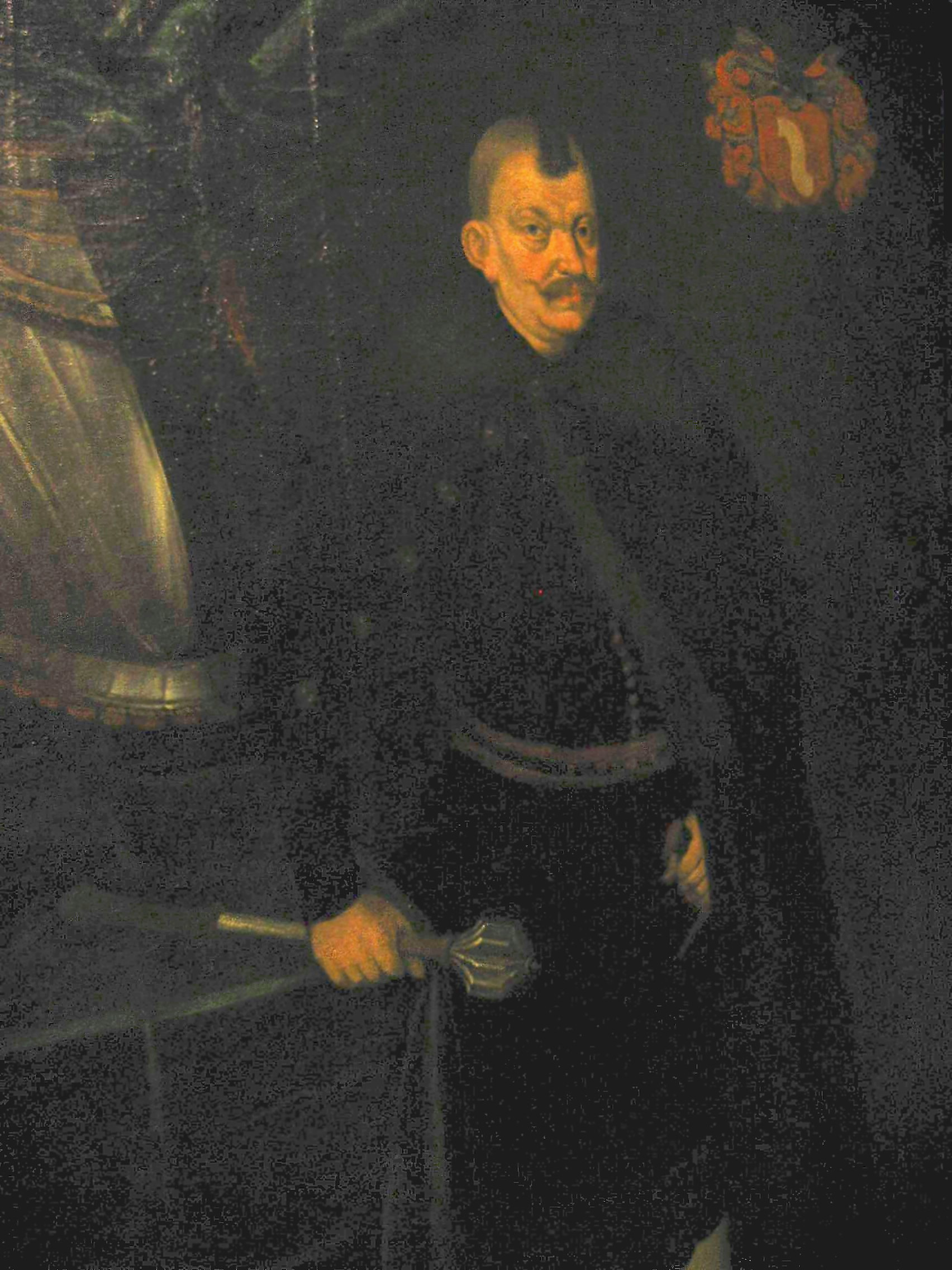
Станислав Любомирский

Стани́слав Любоми́рский (пол. Stanisław Lubomirski; 1583 — 16 июня 1649) — магнат Речи Посполитой, воевода краковский (с 1638), русский (1628—1638), подчаший великий коронный (1620), кравчий великий коронный (1619), староста генеральный краковский (1638—1646), староста спишский (1605), сандомирский (1613), леловский (1620), белоцерковский (1620), заторский (1633), кжепицкий (1634), неполомицкий (1635), грибовский (1638).

## Биография
Станислав Любомирский был старшим сыном старосты сандомирского и спишского Себастьяна Любомирского (ок. 1546—1613) и его жены Анны Браницкой (1567—1639). В 11 лет был послан учиться в иезуитский колледж в Мюнхене, два года спустя продолжил обучение в университете в Падуе.
В 1609 году вместе с королём Сигизмундом III принял участие в осаде Смоленска. В 1621 году во время Хотинской битвы, когда умер командовавший польско-литовской армией великий гетман литовский Ян Кароль Ходкевич, Станислав Любомирский стал новым командующим войсками и довёл сражение до победного конца, а после подписал перемирие с турками.
В 1625 году Станислав Любомирский стал воеводой русским, с 1638 — краковским, а в 1647 году был возведён Фердинандом III в княжеское достоинство. Он был одним из крупнейших магнатов в Малой Польше, основал два католических костёла, несколько иезуитских школ, доминиканский монастырь в Любаре, перестроил замок в Полонном, превратив его в мощную крепость, выстроил Ланьцутский замок и замок в Новы-Висниче.

## Семья и дети
В 1613 году Станислав Любомирский женился на Софье Острожской (1595—1622). У них было пятеро детей:
- Александр Михаил Любомирский (1614—1677), конюший великий коронный, воевода краковский, староста сандомирский
- Ежи Себастьян Любомирский (1616—1667), генеральный староста краковский (1647), маршалок надворный коронный (1650), маршалок великий коронный (1650), гетман польный коронный (1658), староста спишский и садецкий
- Констанция Любомирская (1618—1646), жена с 1637 года каштеляна познанского Франтишека Казимира Чарнковского (ок. 1618—1656)
- Анна Кристина Любомирская (1618—1667), жена с 1638 года канцлера великого литовского Альбрехта Станислава Радзивилла (ок. 1618—1656)
- Константин Яцек Любомирский (1620—1663), кравчий и подчаший великий коронный (1658), староста садецкий